# Boris Gnedenko
Boris Vladimirovici Gnedenko (n. 1 ianuarie 1912 la Ulianovsk – d. 27 decembrie 1995 la Moscova) a fost un matematician rus cu contribuții deosebite în studiul probabilităților, în special în teoria valorilor extreme.
L-a avut ca profesor pe Kolmogorov.
A fost profesor la Universitatea din Kiev, apoi la cea din Moscova.
În perioada 1945 - 1950 a fost profesor la Universitatea din Lvov, unde s-a implicat activ în refacerea tezaurului cultural distrus de ocupația nazistă.
În 1948 devine membru al Academiei de Științe din Ucraina.

## Activitate științifică
A efectuat cercetări în domeniul teoriei probabilităților, subliniind că acest domeniu este important pentru statistica matematică.
S-a ocupat și de istoria matematicii din Rusia.
Teorema Fisher-Tippett-Gnedenko, din teoria probabilităților, poartă și numele său.

## Scrieri
- 1953: Introducere elementară în calculul probabilităților (în colaborare cu Aleksandr Hincin, Editura Tehnică);
- 1959: Grenzverteilungen von Summen unabhängiger Zufallsgrössen (Berlin);
- 1961: Kurs teorii veroiatnostei;
- 1966: Despre perspectivele învățământului matematic (Gazeta Matematică);
- 1969: The Theory of Probability (Moscova).

1. 1 2  MacTutor History of Mathematics archive, accesat în 22 august 2017
2. 1 2  „Boris Gnedenko”, Gemeinsame Normdatei, accesat în 4 mai 2014
3. 1 2 3  Autoritatea BnF, accesat în 10 octombrie 2015
4. 1 2 3  Scientific Legacy Database, accesat în 16 decembrie 2022
5. ↑  „Boris Gnedenko”, Gemeinsame Normdatei, accesat în 1 ianuarie 2015
6. ↑  Find a Grave
7. ↑  „Boris Gnedenko”, Gemeinsame Normdatei, accesat în 20 martie 2015
8. ↑  CONOR.SI[*] Verificați valoarea |titlelink= (ajutor)
9. 1 2 3 4 5 6 7  MacTutor History of Mathematics archive
10. ↑   https://math.ru/history/people/Gnedenko Lipsește sau este vid: |title= (ajutor)